# Cerithiopsis iudithae
Cerithiopsis iudithae is een slakkensoort uit de familie van de Cerithiopsidae. De wetenschappelijke naam van de soort is voor het eerst geldig gepubliceerd in 2006 door Reitano & Buzzurro.